# Lapeirousia neglecta
Lapeirousia neglecta är en irisväxtart som beskrevs av Peter Goldblatt. Lapeirousia neglecta ingår i släktet Lapeirousia och familjen irisväxter. Inga underarter finns listade i Catalogue of Life.